# Leucospermum tottum
Leucospermum tottum,  es una especie de arbusto   perteneciente a la familia  Proteaceae. Es originaria de Sudáfrica.

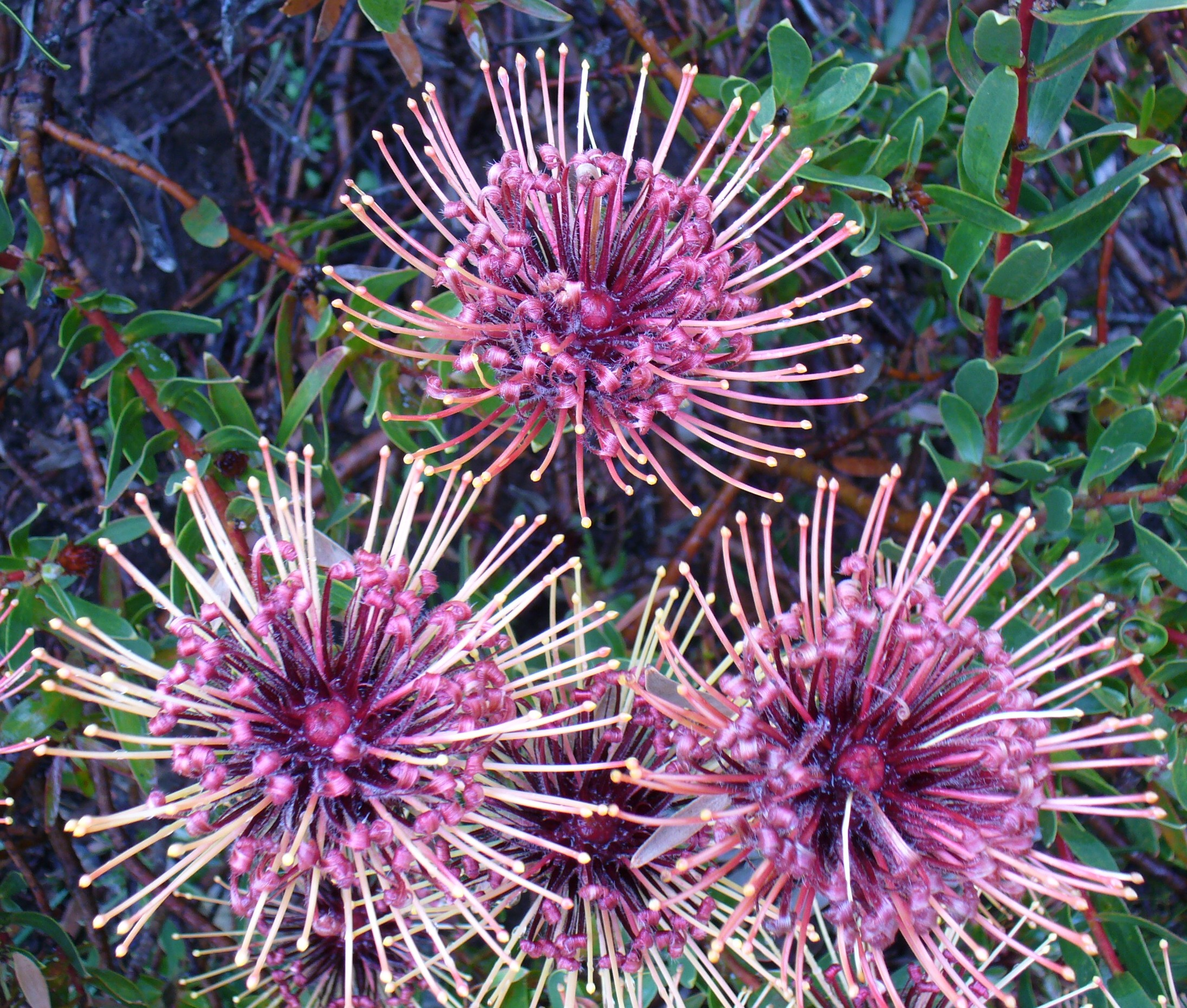
Detalle de las flores

## Descripción
Leucospermum tottum es un arbusto  hermoso, muy ramificado. La planta produce una gan abundancia de flores de color rosa pálido a salmón o naranja, que dan la impresión de más crecimiento o menos horizontal en el extremo de las ramas. Crece a una altura de aproximadamente 1,5 m, y, cuando se les proporciona espacio suficiente, crecerá hasta un diámetro de 2 m.

## Distribución y hábitat
Leucospermum tottum pertenece a la familia de las proteas y es originaria de Sudáfrica. Crece en suelos ácidos, pobres en nutrientes en las laderas de piedra arenisca en altitudes entre 300 y 2000 m, sobre todo en las montañas del sur de la Provincia del Cabo Occidental, desde el Cederberg anteriormente Villiersdorp. Se produce sólo en la zona de lluvias invernales, con inviernos húmedos de mayo a septiembre y los veranos calurosos y secos de diciembre a finales de febrero. 

## Ecología
Durante el tiempo de floración, las numerosas aves que llegan a polinizar las flores son un atractivo añadido. En las primeras horas de la mañana el flujo abundante de néctar atrae a una gran variedad de pequeños insectos, que a su vez atraen a las aves. Las flores no auto-polinizan y dependen de los pequeños escarabajos y aves para la polinización.
La época de floración es un poco más tarde que la de Leucospermum cordifolium. Se inicia a mediados de octubre y dura hasta finales de diciembre. Las inflorescencias constan de un gran número de flores pequeñas y son los estilos rígidos que sobresalen,  la fuente del nombre común, "acerico", para este género. En su ambiente natural, las semillas se recogen por hormigas y son almacenadas en sus nidos. Estas germinan sólo después de un incendio que ha causado la muerte de las plantas maduras, retornando así los nutrientes al suelo.

## Taxonomía
Leucospermum tottum fue descrita por  Robert Brown y publicado en Transactions of the Linnean Society of London 10: 97. 1810.
Etimología
El género Leucospermum deriva de las palabras griegas leukos que significa blanco, y de spermum =  semilla, en referencia a las semillas blancas o de color claro de muchas especies. Las semillas son en realidad de color negro, pero están recubiertas con una piel blanca carnosa (eleosoma).